# Pristimantis lancinii
Espèce
Synonymes
- Eupsophus lancinii Donoso-Barros, 1965
- Eleutherodactylus lancinii (Donoso-Barros, 1965)
- Mucubatrachus lancinii (Donoso-Barros, 1965)

Statut de conservation UICN

 EN B1ab(v) : En danger
Pristimantis lancinii est une espèce d'amphibiens de la famille des Craugastoridae.

## Répartition
Cette espèce est endémique de la cordillère de Mérida au Venezuela. Elle se rencontre dans les États de Mérida et de Trujillo entre 2 500 et 3 400 m d'altitude.

## Étymologie
Cette espèce est nommée en l'honneur d'Abdem Ramón Lancini Villalaz (1934–2007).

## Publication originale
- Donoso-Barros, 1965 : Nuevos anfibios y reptiles de Venezuela. Noticiario Mensual, Museo Nacional de Historia Natural, Santiago, Chile, vol. 102, p. 2-3.